# Tachytrechus duplicatus
Tachytrechus duplicatus är en tvåvingeart som beskrevs av Harmston 1972. Tachytrechus duplicatus ingår i släktet Tachytrechus och familjen styltflugor.
Artens utbredningsområde är Oregon. Inga underarter finns listade i Catalogue of Life.